# Вале ди Вадо (Савона)
Вале ди Вадо је насеље у Италији у округу Савона, региону Лигурија.
Према процени из 2011. у насељу је живело 1401 становника. Насеље се налази на надморској висини од 28 м.